# Hotteterre (Musikerfamilie)
Die Familie Hotteterre (auch Hautteterre) war eine französische Familie, die ab dem 17. Jahrhundert bis zum beginnenden 18. Jahrhundert entscheidende Akzente bei der Entwicklung der Flöte (bei der Blockflöte wie bei der Querflöte) setzte. Dank der Verbesserungen der Instrumente hinsichtlich Präzision, Kraft oder Spielbarkeit wurden die entsprechenden Flöten zunehmend als Soloinstrumente einsetzbar.
Die einzelnen Familienmitglieder der Hotteterres traten gemäß ihrer Begabungen als Instrumentenbauer, als Instrumentalmusiker, als Komponisten oder auch als Musiklehrer in Erscheinung. Viele dienten in der Grande Ecurie von König Ludwig XIV. als Instrumentalisten.
Die verwandtschaftlichen Verhältnisse in der verzweigten Familie Hotteterre gelten als nicht vollkommen geklärt. Die Familie Hotteterre stammte ursprünglich aus La Couture-Boussey in der Normandie. Die Familienmitglieder arbeiteten ursprünglich als Drechsler, einem stark ausgeprägten Handwerk dieser Region, bevor sie sich dem Bau von Holzblasinstrumenten widmeten. Die zitierte Webseite der Philharmonie de Paris bietet eine übersichtliche Rekonstruktion des Familienstammbaums von Marie Declerck ausgehend von den drei Söhnen Louis de Hotteterre (1605–1670), Jean (1610–1692) und Nicolas (1615–1693) des Gründervaters Loys de Hotteterre († um 1628), der als Holzdrechsler in La Couture-Boussey wirkte.
Von den sieben Kindern des „Stammvaters“ Loys de Hotteterre († um 1628) erlangten zwei als Hersteller (von Oboen, Musetten, Flöten, Flageoletts, Fagotts) und als Musiker Bekanntschaft: Jean (1610–1692), der sich um 1630 in Paris niederließ, bald gefolgt von seinem Bruder Nicolas (1615–1693).
In den nächsten Generationen ragten Nicolas genannt Colin Hotteterre (1653–1727) und Jacques Martin Hotteterre (1673–1763), genannt Le Romain heraus. Letzterer war als Flötist, als Autor der Abhandlung Principes de la flûte traversière, ou flûte d’Allemagne, de la flûte à bec, ou flûte douce, et du hautbois, divisés par traités (1707) und für seine Kompositionen bekannt. Gestützt auf seinen Beinamen nimmt man an, dass er sich längere Zeit in Rom aufhielt.
Die Familie Hotteterre war auch dafür bekannt, Familienallianzen mit anderen bedeutenden Instrumentenbauer- und Musikerfamilien wie Buffet, Chédeville oder Cornet via Hochzeiten oder auf andere Art einzugehen. Der letzte bekannte Vertreter der Musikerdynastie Louis de Hotteterre (1717–1801) heiratete Marie-Anne Lot aus der einflussreichen französischen Familie Lot. Er war der letzte bekannte Instrumentenbauer der Dynastie.